# Ірмар
Ірма́р (рос. Ирмарь, марій. Йырмарий) — присілок у складі Куженерського району Марій Ел, Росія. Входить до складу Шудумарського сільського поселення.

## Населення
Населення — 121 особа (2010; 141 у 2002).
Національний склад (станом на 2002 рік):
- марі — 99 %